# Condé-sur-Vire
Condé-sur-Vire è un comune francese di 3 430 abitanti situato nel dipartimento della Manica nella regione della Normandia.

## Società

### Evoluzione demografica
Abitanti censiti